# Osredek nad Stično
Osredek nad Stično je naselje v Občini Ivančna Gorica.